# Jacqueline Russ
Pour les articles homonymes, voir Russ.
Jacqueline Russ, née le 30 novembre 1934 et morte le 7 septembre 1999, est une philosophe et professeure de philosophie française.

## Biographie
Elle est agrégée et docteur en philosophie avec une thèse sur le nihilisme (1998). Elle est professeure de philosophie dans les classes de terminale, préparatoires aux grandes écoles et à l'université pendant trente ans, notamment au lycée Racine.
Elle est l'auteure de très nombreux ouvrages scolaires et universitaires de philosophie.
Elle est inhumée au cimetière du Père-Lachaise (20e division).

## Ouvrages
- Savoir et pouvoir, Hatier, 1980.
- Les Théories du pouvoir, Armand Colin, 1994.
- Dictionnaire de philosophie, Bordas, 1991.
- Les Méthodes en philosophie, Armand Colin, 1992.
- Philosophie, thèmes et textes (terminales L, S, et ES), Armand Colin.
- Nouvel Abrégé de philosophie (terminales L, S, et ES), Armand Colin.
- La Dissertation et le Commentaire de texte philosophiques, Armand Colin.
- La Marche des idées contemporaines, Armand Colin, 1994[3].
- L'Aventure de la pensée européenne, Armand Colin, 1995[4].
- Le Tragique créateur : qui a peur du nihilisme ?, Armand Colin, 1998.
- Les Chemins de la pensée, Bordas, 1998.
- Panorama des idées philosophiques, Armand Colin, 2000.
- Dictionnaire des philosophes, Armand Colin, 2020[5].